# Gåten Ragnarok
Gåten Ragnarok, ook bekend als Ragnarok, is een Noorse avonturenfilm uit 2013. 

## Verhaal
Archeoloog Sigurd Svensen gelooft dat een inscriptie op het Osebergschip verband houdt met de legende van Ragnarok. Als hij een steen onder ogen krijgt met een soortgelijke runentekst gaat hij met zijn gezin en twee collega's op expeditie in Finnmark.

## Rolverdeling
- Pål Sverre Valheim Hagen als archeoloog Sigurd Svensen
- Nicolai Cleve Broch als archeoloog Allan
- Bjørn Sundquist als gids Leif
- Sofia Helin als Elisabeth
- Maria Annette Tanderø Berglyd als Sigurds dochter Ragnhild
- Julian Podolski als Sigurds zoon Brage
- Jens Hultén als de Vikingkoning
- Terje Strømdahl als museumdirecteur
- Vera Rudi als Åsa